# Petru Pascari
Petru Pascari (ros. Петр Андреевич Паскарь, ur. 22 września 1929 k. Rybnicy) – radziecki polityk, premier Mołdawskiej SRR w latach 1970–1976 i w 1990.

## Życiorys
Uczestnik wojny niemiecko-radzieckiej jako dowódca brygady czołgów w stopniu majora, w latach 1945-1949 skończył Kiszyniowski Instytut Gospodarstwa Wiejskiego im. Frunze i został agronomem. Od 1958 główny agronom w inspekcji powiatowej w Ceadîr-Lunga, od 1959 pracownik wydziału organizacyjnego organów partyjnych Komunistycznej Partii Mołdawii (KPM) i I sekretarz rejonowego komitetu KPM w Ceadîr-Lunga, od 1962 I zastępca ministra produkcji i skupu produktów rolnych Mołdawskiej SRR i sekretarz KC KPM. Od 24 kwietnia 1970 do 1 września 1976 premier Mołdawskiej SRR. Od lipca 1976 I zastępca przewodniczącego Gosplanu (Państwowej Komisji Planowania) ZSRR. Od 10 stycznia do 24 maja 1990 ponownie premier Mołdawskiej SRR, następnie na emeryturze.
Odznaczony dwoma Orderami Lenina i dwoma Orderami Czerwonego Sztandaru Pracy. W 2019 otrzymał mołdawski Order Republiki.